# گروه فاندر
گروه فاندر (انگلیسی: Founder Group) شرکت دولتی سخت‌افزار چینی است، که در سال ۱۹۸۶ تأسیس شد.